# Fausto Gullo
Fausto Gullo (Catanzaro, 16 giugno 1887 – Macchia di Spezzano Piccolo, 3 settembre 1974) è stato un politico italiano.
Fu soprannominato "Ministro dei contadini" per il suo impegno in favore della riforma agraria e contro il latifondismo.

## Biografia
Nato in una famiglia di possidenti calabresi, sua zia all’età di un anno fu rapita assieme a parte della famiglia dal brigante Pietro Monaco, poiché rifiutatasi di pagare il pizzo al bandito.
Entrato molto giovane nel Partito Socialista Italiano, nel 1907 divenne consigliere comunale di Spezzano Piccolo (CS). Conseguita la laurea in giurisprudenza all'Università di Napoli nel 1909, esercitò la professione di avvocato. Svolse attività politica a Cosenza e nei paesi della Presila. Nel 1914 fu eletto consigliere provinciale per il mandamento di Spezzano Grande, con un programma che conteneva, tra le altre cose, l'abolizione della proprietà privata, della religione e delle istituzioni del tempo. Nel dopo guerra, sostenne la Frazione Comunista Astensionista, capeggiata da Amadeo Bordiga, che aveva conosciuto quando frequentava l'Università di Napoli. Nel 1921, aderì al Partito Comunista d'Italia (PCd'I) e, nel 1924, fu eletto deputato, ma la sua elezione fu annullata nella seduta parlamentare del 17 dicembre 1924, quando la Camera approvò la decisione della Giunta delle elezioni per l'elezione del deputato Nicola Siles del Partito Popolare Italiano. Fece parte della Massoneria.
Nei giorni successivi al delitto Matteotti, Gullo fu, insieme a Gramsci, contrario ai parlamentari aventiniani (vedi il periodico Chiarezza 1971). Per rispondere al delitto Matteotti commesso dai fascisti, i comunisti proposero uno sciopero generale e rimasero in Parlamento al contrario degli altri gruppi che andarono sull'Aventino.
Con la Federazione di Cosenza, si schierò contro il progressivo affermarsi della linea di centro, rappresentata da Antonio Gramsci. Nella primavera 1925, sottoscrisse le iniziative del Comitato d'Intesa, promosso, tra gli altri, dai deputati Onorato Damen, Bruno Fortichiari e Luigi Repossi.
A partire dal 1925, allentò i suoi rapporti con la Sinistra Comunista, fino a romperli del tutto, come dimostrato dall'adesione alle tesi di Gramsci espressa nel gennaio 1926, durante il congresso provinciale del PCd'I al quale partecipò Umberto Terracini (che venne arrestato nello stesso anno assieme a Gramsci) della stessa corrente. Deciso avversario del corporativismo fascista, nel 1926 fu assegnato al confino. Ne uscì l'anno successivo per poi essere arrestato nel 1929 perché accusato di aver provocato "un certo risveglio del sovversivismo".
Nel corso del ventennio fascista fu il punto di riferimento del movimento antifascista calabrese.

### Esperienza parlamentare
Nell'aprile 1944 fu inaspettatamente nominato ministro dell'agricoltura nel secondo governo di Pietro Badoglio (il primo governo Badoglio fu un governo formato da tecnici e militari) dove erano rappresentati, dopo vent'anni, i partiti antifascisti.
Fu Fausto Gullo a proporre per primo l'istituzione dell'Assemblea Costituente durante la prima riunione del primo Consiglio dei ministri dell'Italia liberata, come riportato dal suo diario di quei giorni.
Da deputato della Costituente contribuì all'elaborazione e all'affermazione di alcuni valori della Carta Fondamentale in particolare discutendo in Assemblea sui seguenti argomenti:
- Nella definizione dell'autonomia del potere giudiziario e, di conseguenza, della composizione della Corte Costituzionale
- Gli articoli 29 e 30 sulla famiglia (fu il primo a parlare dell'uguaglianza tra i figli legittimi e quelli naturali)
- Importanti le sue posizioni contrarie al regionalismo e per la costruzione di un'Italia dei comuni[6]

I decreti Gullo furono non solo l'unico “tentativo attuato dagli esponenti governativi della sinistra di avanzare sulla via delle riforme” (Paul Ginsborg) e che fecero diventare Gullo il Ministro dei contadini, ma anche, attraverso la costituzione dei Comitati Comunali, il primo modello di governo locale dell'Italia liberata.
Ricoprì l'incarico di Ministro dell'agricoltura fino al 1946, nel Secondo governo di Alcide De Gasperi, quando fu sostituito all'agricoltura dal possidente terriero democristiano Antonio Segni e fu nominato, al posto di Palmiro Togliatti, Ministro di grazia e giustizia. Tra l'estate del 1944 e la primavera del 1945, come Ministro dell'agricoltura del Governo Bonomi, propose in Consiglio dei ministri, vedendoli approvati con poche modifiche, alcuni decreti che avevano l'ambizione di creare una legislazione agraria "preriformatrice". Eletto deputato all'Assemblea Costituente, confermò il suo seggio alla Camera dei deputati fino al 1972, quando si ritirò dalla vita politica attiva. Per il legame di solidarietà che aveva connotato la sua azione politica, fu sempre ricordato come il "ministro dei contadini". Nel 1974 partecipò, nonostante l'avanzata età, alla battaglia per il divorzio e fu anche presidente della L.i.d. (Lega italiana per il divorzio).
In sua memoria è stata fondata la scuola: "Fausto Gullo" a Cosenza in Via Popilia.
A Macchia, frazione di Casali del Manco, è presente la Biblioteca Gullo di circa 15.000 volumi